# Samuela Nabenia
Samuela Nabenia (* 9. Februar 1995 in Provinz Ba) ist ein fidschianischer Fußballspieler, welcher meist in der Abwehr aufgeboten wird. Er steht seit 2015 in seine Heimat beim Ba FC unter Vertrag und gehört seit 2016 zum Kader der fidschianischen Fußballnationalmannschaft.

## Karriere
Im August 2013 verließ er den fidschianischen Fußballverein Rewa FC und wechselte zu Ba FC. Nachdem er den Verein nach nur einen Jahr wieder verlassen hatte, kehrte er im August 2015 zu Ba FC zurück.
Am 31. Mai 2016 feierte er sein Debüt in der fidschianischen Fußballnationalmannschaft unter Trainer Frank Farina beim WM-Qualifikationsspiel gegen die Salomonen. Bei dem 1:0-Sieg wurde er in der 78. Minute für Rusiate Matarerega eingewechselt. Zudem wurde er von Frank Farina für die Olympischen Sommerspiele 2016 nominiert. Beim Fußballwettbewerb wurde er bei der 1:5-Niederlage gegen Mexiko und der 0:10-Niederlage gegen Deutschland jeweils eingewechselt.